# Maromiandra (Ikongo)
Pour les articles homonymes, voir Maromiandra.
Maromiandra est une commune rurale malgache située dans la partie ouest de la région de Fitovinany.